# Ryder Cup
Ryder Cup er en golfturnering, hvor to hold bestående af 12 af de bedste europæiske og 12 af de bedste amerikanske spillere mødes til et sæt af dyster. I øjeblikket spilles der 8 foursomes, 8 fourballs og 12 single-matcher. Foursome og fourball er to spiltyper, hvor man spiller to mod to, mens man i singlen spiller en mod en. Vinderen eller det vindende par får et point til holdet – i alt er der altså 28 point på højkant. Bliver en match uafgjort gives et ½ point til hvert hold.
Holdkaptajnen for hvert hold bestemmer hvem der spiller sammen to og to, og han bestemmer dermed også, hvem der sidder over i de enkelte dyster (matcher).
I nyere tid foregår Ryder Cup over tre dage fra fredag til søndag en gang hvert andet år. Fredag og lørdag spilles foursomes og fourballs, og søndagen spilles de 12 singler, hvor alle spillere deltager.

## Historien
Ryder Cup blev grundlagt i 1927 af Samuel Ryder og trofæet bærer stadig hans navn. Oprindeligt var det Storbritannien mod USA, men efter en mangeårig amerikansk dominans fik Storbritannien støtte af Irland i 1973, og i 1979 blev holdet udvidet til hele Europa. Siden da har turneringen skabt fornyet interesse, idet europæerne begyndte at vinde oftere. 
Turneringen har været spillet hver andet år siden 1927, på nær under anden verdenskrig, hvor den holdt pause i årene 1939, 1941, 1943 og 1945. Derudover blev rækkefølgen brudt, da turneringen i 2001 blev aflyst og rykket til 2002 på grund af terrorangrebet på World Trade Center.

## Danskere i Ryder Cup
Den danske golfspiller Thomas Bjørn har været på det europæiske Ryder Cup-hold i 1997 og 2002 og 2014. I alle tre tilfælde vandt det europæiske hold. I 2004, 2010 og 2012 var han vicekaptajn, men ikke spiller, på holdet. I 2018 opnåede han den kæmpe ære at blive valgt som kaptajn for Europa og fik sikker en sejr med hjem fra Frankrig.
Søren Hansen blev i 2008 den anden dansker til at kvalificere sig til et europæisk Ryder Cup-hold.
Thorbjørn Olesen blev den tredje dansker i Ryder Cup, da han i 2018 med Thomas Bjørn som kaptajn vandt over USA.

## Lignende turneringer
Kvindernes ækvivalent, hvor USA og Europa mødes kaldes Solheim Cup. I Europa spilles også turneringen The Seve Trophy, hvor de bedste irske og britiske spiller møde de bedste spillere fra det europæiske kontinent.

## Resultater og spillesteder
| Ryder Cup | Spillested                                                       | Vinder         | Resultat  | Taber            |
| --- | ---------------------------------------------------------------- | -------------- | --------- | ---------------- |
| 1927 | Worcester CC, Worcester, Massachusetts                           | USA            | 9½ – 2½   | Storbritannien   |
| 1929 | Moortown GC, Leeds, England                                      | Storbritannien | 7 – 5     | USA              |
| 1931 | Scioto CC, Columbus, Ohio                                        | USA            | 9 – 3     | Storbritannien   |
| 1933 | Southport & Ainsdale GC, England                                 | Storbritannien | 6½ – 5½   | USA              |
| 1935 | Ridgewood CC, Ridgewood, New Jersey                              | USA            | 9 – 3     | Storbritannien   |
| 1937 | Southport & Ainsdale GC, England                                 | USA            | 8 – 4     | Storbritannien   |
| 1947 | Portland GC, Portland, Oregon                                    | USA            | 11 – 1    | Storbritannien   |
| 1949 | Ganton GC, Scarborough, England                                  | USA            | 7 – 5     | Storbritannien   |
| 1951 | Pinehurst CC, Pinehurst, North Carolina                          | USA            | 9½ – 2½   | Storbritannien   |
| 1953 | Wentworth GC, Wentworth, England                                 | USA            | 6½ – 5½   | Storbritannien   |
| 1955 | Thunderbird CC, Palm Springs, Californien                        | USA            | 8 – 4     | Storbritannien   |
| 1957 | Lindrick GC, Rotherham, England                                  | Storbritannien | 7½ – 4½   | USA              |
| 1959 | Eldorado CC, Palm Desert, Californien                            | USA            | 8½ – 3½   | Storbritannien   |
| 1961 | Royal Lytham & St. Annes, England                                | USA            | 14½ – 9½  | Storbritannien   |
| 1963 | East Lake CC, Atlanta, Georgia                                   | USA            | 23 – 9    | Storbritannien   |
| 1965 | Royal Birkdale GC, Southport, England                            | USA            | 19½ – 12½ | Storbritannien   |
| 1967 | Champions GC, Houston, Texas                                     | USA            | 23½ – 8½  | Storbritannien   |
| 1969 | Royal Birkdale GC, Southport, England                            | USA (a)        | 16 – 16   | Storbritannien   |
| 1971 | Old Warson CC, St. Louis, Missouri                               | USA            | 18½ – 13½ | Storbritannien   |
| 1973 | Muirfield, Skotland                                              | USA            | 19 – 13   | Storbr. & Irland |
| 1975 | Laurel Valley GC, Ligonier, Pennsylvania                         | USA            | 21 – 11   | Storbr. & Irland |
| 1977 | Royal Lytham & St. Annes, England                                | USA            | 12½ – 7½  | Storbr. & Irland |
| 1979 | The Greenbrier, White Sulphur Springs, West Virginia             | USA            | 17 – 11   | Europa           |
| 1981 | Walton Health GC, Surrey, England                                | USA            | 18½ – 9½  | Europa           |
| 1983 | PGA National GC, Palm Beach Gardens, Florida                     | USA            | 14½ – 13½ | Europa           |
| 1985 | The Belfry, Sutton Coldfield, England                            | Europa         | 16½ – 11½ | USA              |
| 1987 | Muirfield Village GC, Dublin, Ohio                               | Europa         | 15 – 13   | USA              |
| 1989 | The Belfry, Sutton Coldfield, England                            | Europa (a)     | 14 – 14   | USA              |
| 1991 | The Ocean Course, Kiawah Island, South Carolina                  | USA            | 14½ – 13½ | Europa           |
| 1993 | The Belfry, Sutton Coldfield, England                            | USA            | 15 – 13   | Europa           |
| 1995 | Oak Hill CC, Rochester, New York                                 | Europa         | 14½ – 13½ | USA              |
| 1997 | Valderrama GC, Sotogrande, Spanien                               | Europa         | 14½ – 13½ | USA              |
| 1999 | The Country Club, Brookline, Massachusetts                       | USA            | 14½ – 13½ | Europa           |
| 2001 (b) | The Belfry, Sutton Coldfield, England                            | Europa         | 15½ – 12½ | USA              |
| 2004 | Oakland Hills CC, Bloomfield Township, Michigan                  | Europa         | 18½ – 9½  | USA              |
| 2006 | The K Club, Straffan, Irland                                     | Europa         | 18½ – 9½  | USA              |
| 2008 | Valhalla GC, Louisville, Kentucky                                | USA            | 16½ – 11½ | Europa           |
| 2010 | Celtic Manor Resort, Newport, Wales                              | Europa         | 14½ – 13½ | USA              |
| 2012 | Medinah CC, Medinah, Illinois                                    | Europa         | 14½ – 13½ | USA              |
| 2014 | Gleneagles, Skotland                                             | Europa         | 16½ – 11½ | USA              |
| 2016 | Hazeltine National GC, Chaska, Minnesota                         | USA            | 17 - 11   | Europa           |
| 2018 | Le Golf National, Saint-Quentin-en-Yvelines, Frankrig            | Europa         | 17½ - 10½ | USA              |
| 2021 (c) | Whistling Straits, Kohler, Wisconsin                             | USA            | 19-9      | Europa           |
| 2023 | Marco Simone Golf and Country Club, Guidonia Montecelio, Italien | Europa         | 16½ - 11½ | USA              |
| Noter: |                                                                  |                |           |                  |
| (a) Turneringerne i 1969 og 1989 endte uafgjort. Trofæet blev derfor hos de forsvarende vindere. |                                                                  |                |           |                  |
| (b) Ryder Cup 2001 blev først spillet i 2002 på grund af terrorangrebet den 11. september 2001, (b) men den beholdt navnet "Ryder Cup 2001". |                                                                  |                |           |                  |
| (c) Ryder Cup 2020 er blevet udsat til 2021 på grund af Coronaviruspandemien i 2019-2020. Fremover er det besluttet at gå tilbage til de ulige år, så der nu spilles i 2021, 2023 osv. Præcis som det var, før terrorangrebet 9.september 2001 i USA. Her rykkede man det hele et år, og der har siden været spillet på den måde. Men nu skiftes der tilbage til de ulige år.(b) |                                                                  |                |           |                  |